# Alfred Łubieński
Alfred Łubieński hrabia herbu Pomian, pseud. "Iwo" (ur. 26 lipca 1902 w Zassowie, zm. 12 września 1944) – polski inżynier, rolnik i oficer Armii Krajowej.

## Życiorys
Był synem Tadeusza i Marii Chościak-Popiel, bratem Henryka Ignacego i Konstantego. Ukończył Gimnazjum św. Jacka w Krakowie. Jako 16-latek podjął próbę zaciągu do 2 pułku szwoleżerów, który kwaterował na Zakrzówku pod Krakowem. Zdecydowana interwencja matki u dowódcy pułku spowodowała powrót gimnazjalisty do szkoły. Po zdaniu matury Alfred zgłosił się do 1 pułku ułanów krechowieckich, który czasowo stacjonował pod Tarnowem i walczył na frontach 1920, po zakończeniu tej wojny wrócił z Krzyżem Walecznych do domu. Podjął studia na Wydziale Rolnym na Uniwersytecie Jagiellońskim. Po studiach ożenił się z Celiną Raczyńską. Wyjechał na trzy lata do Genewy, gdzie znalazł się w klimacie sprzyjającym dla swego zdrowia (był chory na astmę) i uzyskał możliwość specjalizacji w szkółkarstwie w przedsiębiorstwie Bocard. Pracując tam jako robotnik odbył 6-miesięczną specjalizację w hodowli róż w Wersalu. W rodzinnym majątku w Zassowie prowadził hodowlę róż i skomponował park wokół swej rezydencji. We wrześniu 1939 bezskutecznie usiłował dołączyć do jakiegoś oddziału. Na początku 1940 wraz z kuzynem Konstantym Popielem pieszo przedostał się przez Węgry do Francji. Łubieński dostał przydział do motocyklowego szwadronu zwiadowców w dywizji gen. Bronisława Prugar-Ketlinga. W walkach na terenie Alzacji został ranny w nogę i dostał się do niewoli. Po kilku miesiącach został zwolniony i w listopadzie 1940 był z powrotem w Zassowie. Alfred Łubieński zorganizował na swoim terenie placówkę AK, wchodził w skład dębickiej Komendy Obwodu AK i kierował grupami dywersyjnymi. Podczas Akcji "Burza" był zastępcą dowódcy III Zgrupowania AK. Po zakończeniu zaciętych walk i rozwiązaniu zgrupowania w ostatnich dniach sierpnia 1944, postanowił pozostać w ukryciu w kryjówce w kompleksach leśnych na wschód od Pilzna. 12 września zginął w potyczce z patrolem niemieckim. Pośmiertnie został awansowany do stopnia podporucznika AK. Był 3-krotnie odznaczony Krzyżem Walecznych. Złożenie ciała w rodzinnej kwaterze na cmentarzu w Zassowie stało się możliwe dopiero w 1947.